# Wushu (sport)
Ne pas confondre avec les arts martiaux chinois ou le terme mandarin wǔshù (武術).

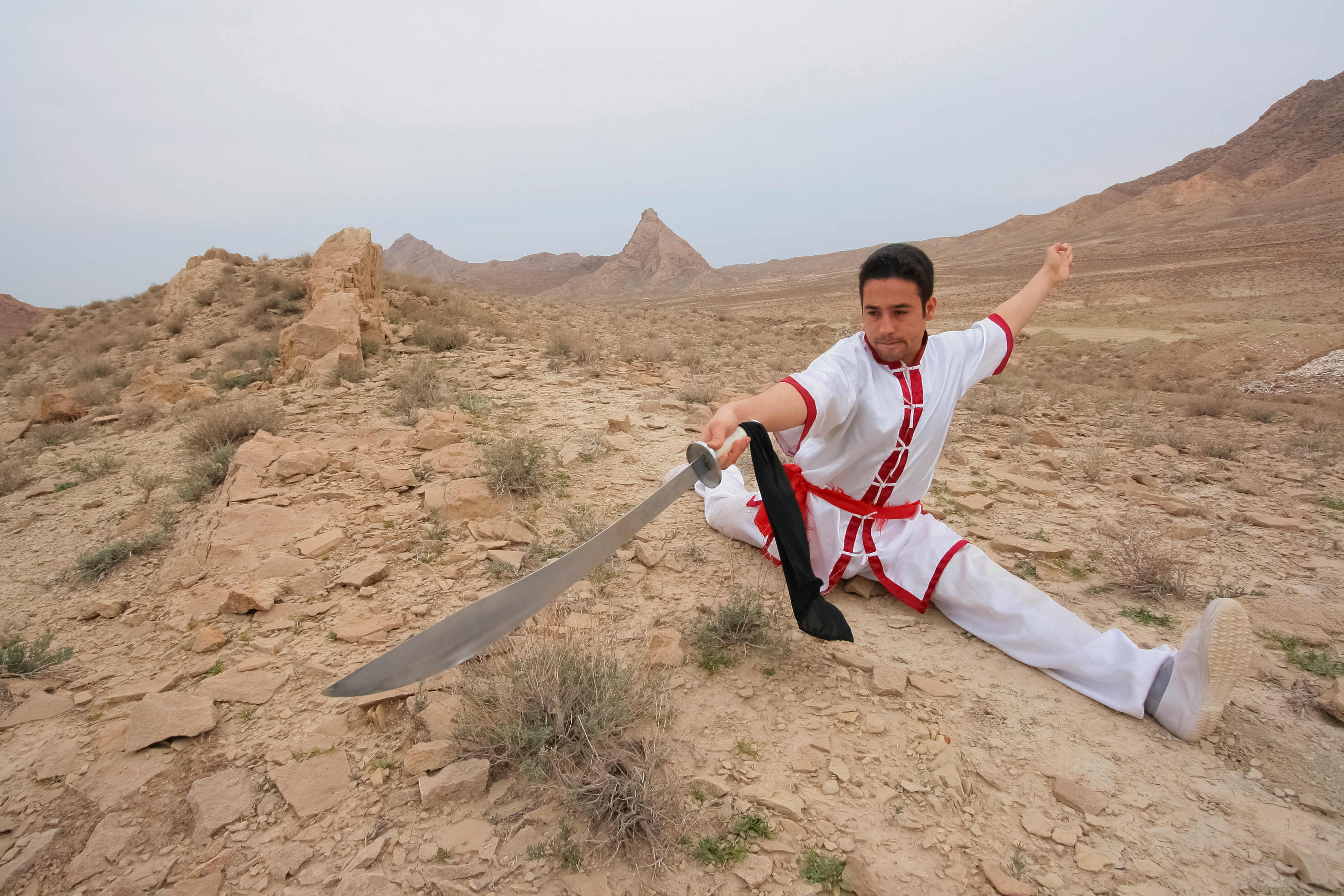

Le wushu (chinois : 武術 ; pinyin : wǔshù ; litt. « art martial ») ou wushu moderne est l'ensemble des arts martiaux chinois sans distinction particulière de style ni de forme.
Le terme wushu remplace celui de wuyi à partir du VIe siècle et est apparu pour la première fois dans le traité d'anthologie militaire, le Wen Xuan. Au douzième siècle, on commence à différencier les deux termes, wushu pour les techniques de combat et « d'art martial populaire », wuyi dans son sens militaire. Au XXe siècle, et en République populaire de Chine, le terme wushu est employé pour définir la notion « d'arts martiaux chinois », c'est-à-dire l'art du combat sportif chinois. 
La majorité des formes martiales (taolu) présentées en compétition est définie suivant la tradition par des comités désignés par le gouvernement chinois. Actuellement, le wushu est un sport international, régulé par la Fédération internationale de wushu (IWUF), qui organise des biennales de championnats mondiaux.

## Histoire
Cette section ne s'appuie pas, ou pas assez, sur des sources secondaires ou tertiaires indépendantes du sujet. Le texte peut contenir des analyses inexactes ou inédites de sources primaires.
Pour l'améliorer, ajoutez-en, ou placez des modèles {{Source secondaire souhaitée}} ou {{Source secondaire nécessaire}} sur les passages mal sourcés. (novembre 2022)
Les origines du Wushu remontent à la préhistoire chinoise où les chasseurs utilisaient des bâtons et des pierres. Les techniques rudimentaires de survie ont évolué pour s'organiser en un système de combat armé ou à mains nues.
Il posséde une valeur rituelle mais il est aussi un moyen de développer les capacités physiques et d’entraîner les soldats ; le wushu évolua au long de l'Antiquité. Plusieurs sortes de danses martiales, dont le « jeu de cornes » (jiaodixi 角抵戏) et la « danse des haches et boucliers » (ganqiwu 干戚舞), se pratiquaient au sein des sociétés claniques.
À partir des Shang (商, XVIème-XIème av.J.-C.) et des Zhou (周, XIème- 256 av.J.-C.), la « danse des boucliers et hallebardes » est intégrée au programme d’éducation physique des écoles (appelées "xiangxu", 庠序).
Lors des Printemps Automnes (770-476 av.J.-C.) et des Royaumes Combattants (475-221), les techniques martiales vont être rapprochées des besoins militaires. Des combats annuels (jiaoshi 角试) sont utilisés pour sélectionner l’élite des « guerriers vertueux » (shi 士). Une diversité d'écoles et de styles se développe, avec des méthodes propres à chaque royaume.
Sous les Qin (221-206 av.J.-C.) et les Han (202-220 av.J.-C.), apparaissent des disciplines chorégraphiées, se rapprochant des taolu (套路) : la danse du sabre (daowu, 刀舞) ou de l’épée (jianwu 剑舞). La lutte à mains nues (shoubo 手搏), le jeu de cornes (jiaodi 角抵) ou l’escrime (jijian 击剑) étaient présentes dans le Livre des Han (hanshu 汉书) ou le Dianlun (典论) du poète Cao Pei.
Avec les dynasties des Tang (618-907) et des Song (960-1276), la pratique des arts martiaux s’organise parmi le peuple : cercle des lutteurs (xiangpupeng 相扑棚), société de tir à l’arc (gongjianshe 相扑棚) etc. Des épreuves militaires (wuju 武举) seront ajoutées aux examens mandarinaux (keju 科举) par l’impératrice Tang Wu Zetian, pour sélectionner les cadres de l’armée. Cela accéla le développement du wushu. Les démonstrateurs publics (luqiren 路歧人) dans les rues étaient très en vogue à cette époque. Les premiers rings (leitai 擂台) apparaissent : s'y déroulent des combats arbitrés selon des règles simples ;  les vainqueurs sont récompensés par des titres et appellations honorifiques.
La pratique des arts martiaux sera prohibée lors de la dynastie mongole des Yuan (1279-1368).
Les dynasties Ming (1368-1644) et Qing (1644-1912) sont une période faste du développement du wushu ; son contenu, perpétuellement enrichi, se différencie en plusieurs styles. La boxe du singe (houquan 猴拳), la boxe de Shaolin (shaolinquan 少林拳), le bâton de Shaolin (shaolingun 少林棍), la lance d'Emei (emeiqiang 峨嵋枪), le sabre simple (dandao 单刀), le sabre double (shuangdao 双刀), entre autres, sont répertoriés dans les sources historiques des Ming.
Les Qing voient l’émergence et la maturation des boxes taijiquan (太极拳), xingyiquan (形意拳) et baguazhang (八卦掌). Certaines de ces nouveautés viennent des influences bouddhiste et thaoïste, incorporant la méditation et les exercices de respiration aux entraînements. Le clivage entre wushu pratique et wushu de démonstration apparaît ; la lutte chinoise (shuaiijiao 摔跤) commence à se standardiser.
Après la proclamation de la République de Chine en 1912 par Sun Yat-sen (Sun Zhongshan en mandarin), le pays s'ouvre à l'influence occidentale.
Cette ouverture est à l'origine de la refonte des arts martiaux chinois traditionnels ; elle vise à les moderniser, et s'articule selon les axes suivants : préparation physique, spécificité des échauffements, hygiène du sportif, conception des mouvements, etc. La discipline va ainsi être divisée en deux catégories : le wushu traditionnel et le wushu sportif conçu pour les compétitions. Le gouvernement chinois chercher à mettre en place les bases d'une « éducation physique » des arts martiaux.
Cette modernisation se concrétisera pendant tout le XXe siècle.  
En 1909, l'« Association Athlétique de la Connaissance Martiale » (Jingwu Tiyu Hui) est créée à Shanghai.  
En 1911, le Jingwu Tiyu Hui ouvre des écoles dans toute la Chine, mais aussi à Saigon (Vietnam), à Singapour, en Malaisie, etc.  
En 1927, l'« Institut Central de l'Art National » (Zhong Yang Guo Shu Guan 中央國術館) ouvre ses portes à Nanjing (Nankin). En 1928,  l'Institut Central de l'Art National organise la première compétition nationale d'arts martiaux chinois à Nanjing. La même année, le terme Shuaijiao est officiellement retenu pour nommer la lutte dérivée du Jiaoli.  
En 1950, une grande réunion de toutes les provinces de la Chine, sous l'égide du Parti communiste chinois, marque la volonté politique d'unifier le wushu, dans le but de contribuer à la santé de la population. En 1953, le premier festival officiel de Gong fu Wushu de la République populaire de Chine est créé. En 1954, les premiers cours de wushu ouvrent à l'Université des Sports de Nankin.  
En 1956, la « Commission Nationale d'Éducation Physique » (Guojia Ti Wei) combine plusieurs boxes du nord de la Chine, afin de créer une boxe plus « sportive ». Cette boxe est appelée Chang quan (long poing ou boxe longue). Ce Chang Quan moderne se veut une synthèse officielle de plusieurs boxes chinoises : Cha Quan, Hua Quan, Pao Quan et Hong Quan, toutes choisies pour leurs qualités gymniques (tonicité, étirements) et chorégraphiques. Par la suite, la section wushu au Centre National des Sports de Pékin (équivalent de la fédération) et douze ligues dans les provinces sont officiellement créées. Une politique de développement du wushu met en place un classement, selon le niveau de pratique ou organise des démonstrations.  
En 1957, des compétitions avec des règles établies sont organisées, d'où émergent les premiers champions reconnus. À cette occasion, est édité le premier règlement : « Jing Saï Tao Lu » sur le Chang Quan, le Nan Quan et le Taiji Quan. Parallèlement, un deuxième livre est publié afin de promouvoir ces disciplines, pour encourager la jeunesse à développer « un esprit sain dans un corps sain ». Ce livre décrit les pratiques de compétition à mains nues et avec armes, en fonction des niveaux. 
En 1968, pendant « la révolution culturelle », les écoles de wushu sont fermées : les professeurs sont accusés de propager un art féodal et envoyés en rééducation ; de nombreuses archives sont détruites.
En 1972, l'Institut des Sports de Province initie un recensement national des styles, des écoles et des professeurs de wushu. Environ 200 styles sont recensés. De nombreux styles, dont la documentation est incomplète ou qui ne peuvent être classés, ne sont pas répertoriés. Des documents cinématographiques, écrits ainsi que des photos sont recueillis et donnent lieu à des expositions itinérantes. Ces archives sont conservées dans les bibliothèques des Instituts des Sports. 
La même année, des compétitions sont instaurées. Pour les préparer, le Centre National des Sports doit établir des règles communes à cette multitude de styles pratiqués en Chine. Deux catégories majeures sont identifiées : « Chang Quan » (regroupant tous les styles traditionnels du Nord) et « Nan Quan » (regroupant tous les styles traditionnels du Sud). Chacune de ces deux disciplines reprend les critères communs et les particularités pertinentes des styles anciens concernés. 
En 1990, les styles modernes Chang Quan et Nan Quan perdent leurs caractères martiaux et dérivent vers des pratiques gymniques et acrobatiques. Le même changement apparaît dans les styles d'imitations animalières, les styles de Shaolin ou les styles internes de compétition. La fracture entre les styles traditionnels et les styles modernes est aujourd'hui institutionnalisée par la création en Chine d'une Fédération Chinoise des Arts Martiaux Traditionnels.
Le wushu est aujourd'hui une discipline sportive, avec une fédération internationale (IWUF), des fédérations continentales et des fédérations nationales (Fédération Française de Karaté et Disciplines Associées). Elles sont toutes reconnues par le Comité international olympique (CIO). Les championnats du monde ont lieu tous les deux ans. Trois compétitions ont lieu durant les championnats internationaux : compétition de San Da, compétition de taolu (enchaînements) et compétition de taiji quan. Le premier championnat du monde de wushu a eu lieu à Pékin en 1991.
Des tournois pour adultes et enfants sont organisés en Europe et aux États-Unis depuis 1980.

## Influence d'Ip Man et Bruce Lee
Ip Man et Bruce Lee sont deux figures influentes des arts martiaux. Ip Man était un maître de Wing Chun, un style de wushu du sud de la Chine, connu pour avoir été le mentor de Bruce Lee. 
Bruce Lee était un artiste martial, acteur, réalisateur, instructeur d'arts martiaux et philosophe. Il a fondé le Jeet Kune Do, un art martial hybride qui s'inspire de diverses sources, dont le wushu. 
L'influence d'Ip Man et de Bruce Lee a contribué à populariser le wushu dans le monde entier.

## Disciplines
Formes à mains nues :
- Chang Quan (boxe longue du Nord) ;
- Nan Quan (boxe courte du Sud) ;
- Tai-chi-chuan (style du Taï-chi).

Formes avec armes :
- Dao (sabre) ;
- Jian (épée) ;
- Taiji jian (épée du Taï-chi) ;
- Nandao (sabre du Sud) ;
- Gun (bâton) ;
- Qiang (lance) ;
- Nangun (bâton du Sud).

Combat :
- Sanda.

## Championnats
- Championnat du monde de wushu
- Championnat d'Asie de wushu